# Thomas Clifford, 8. baron Clifford
Thomas Clifford, 8. baron Clifford, også 8. Lord of Skipton (25. marts 1414 –22. maj 1455), var den ældste søn af John, 7. baron Clifford og Elizabeth Percy, datter af Henry "Hotspur" Percy og Elizabeth Mortimer.

## Familie
Thomas Clifford blev født den 25. marts 1414, den ældste søn og arving til John, Lord Clifford og Elizabeth Percy, datter af Henry 'Hotspur' Percy og Elizabeth Mortimer, datter af Edmund Mortimer, 3. jarl af March. Han havde en yngre bror, Henry Clifford, og to søstre, Mary og Blanche. Clifford-familien sæde var i Skipton fra 1310 til 1676.

## Karriere
Clifford arvede baroniet og titlen som High Sheriff of Westmorland i en alder af syv år efter sin fars død under belejringen af Meaux den 13. marts 1422. Han overtog sin fars besiddelser i 1435/6.
I 1435 drog Clifford på felttog under hertugen af Bedford i Frankrig, og omkring 1439 ledte han de engelske styrker, der forsvarede Pontoise mod Karl 7. af Frankrig. I 1450/51 blev han sendt på en ambassade til kong Jakob 2. af Skotland.
Clifford blev slået ihjel, kæmpende på Huset Lancasters siden i Det 1. slag ved St Albans den 22. maj 1455, det første slag i Rosekrigene og blev begravet i St Albans Abbey. Han blev efterfulgt af sin ældste søn, John, 9. baron Clifford.

## Ægteskab og problem
Efter marts 1424 blev Clifford gift med Joan Dacre, datter af Thomas, 6. baron Dacre af Gilsland og Philippa, datter af Ralph Neville, 1. jarl af Westmorland, som fødte ham fire sønner og fem døtre:
- John Clifford, 9. baron de Clifford, som blev gift med Margaret Bromflete, som fødte han to sønner, Henry Clifford, 10. baron Clifford, og Richard Clifford, og en datter, Elizabeth, der blev gift med Robert Aske. Han blev dræbt ved Ferrybridge 28. marts 1461, dagen før Slaget ved Towton.[5]
- Sir Roger Clifford, der blev gift med Joan Courtenay (født c. 447), den ældste datter af Thomas Courtenay, 5. jarl af Devon, og Margaret Beaufort, datter af John Beaufort, 1. jarl af Somerset. Sir Roger Clifford blev halshugget i 1485, og hans enke giftede sig anden gang med Sir William Knyvet fra Buckenham, Norfolk.[4][6]
- Sir Robert Clifford (d. 15. marts 1508), som blev gift med Elizabeth (født Barley), enke efter Sir Ralph Josselyn (d. 25. oktober 1478), to gange Lord Mayor of London og datter af William Barley af Aspenden, Hertfordshire af Elizabeth Darcy. Både Sir Robert Clifford og hans svigerfar, William Barley, var tilhængere af kronprætendenten Perkin Warbeck.[4][7][8]
- Sir Thomas Clifford.
- Elizabeth Clifford, der først blev gift med Sir William Plumpton af Knaresborough, Yorkshire,[9] dræbt i Slaget ved Towton og anden gang med John Hamerton.[4][10]
- Maud Clifford, der først var gift med Sir John Harrington af Hornby, Lancashire, der blev dræbt i Slaget ved Wakefield i 1460, og derefter med Sir Edmund Sutton af Dudley, Staffordshire.[4][11]
- Anne Clifford, der blev gift første gang med Sir Richard Tempest og anden gang med William Conyers.[4]
- Joan Clifford, der blev gift med Sir Simon Musgrave.[4]
- Margaret Clifford, der blev gift med Robert Carre, den 12. april 1467 [4]

## Shakespeare og Thomas Clifford
Ifølge Shakespeares, Henrik den Sjette del 3 efter Hall's Chronicle og Holinshed's Chronicles, var det Thomas Cliffords søn og arving, John Clifford, 9. Baron de Clifford, der i koldt blod dræbte den unge Edmund, jarl af Rutland, søn af Richard, 3. hertug af York, efter Slaget ved Wakefield og skar hans hoved af og sendte det med en papirskrone på hoevedet til Henrik 6.'s hustru, Margrete af Anjou, skønt senere forskere hævder, at Lord Rutland blev dræbt under slaget.